# Matrón de Pítane
Matrón de Pítane (en griego antiguo Μάτρων) fue un poeta autor de parodias helenístico de la segunda mitad del siglo IV a. C.

## Biografía
Nativo de Pítane, en Asia Menor, vivió probablemente entre el reinado de Alejandro Magno y la época de los Diadocos, y estuvo probablemente en contacto con el ambiente político radical ateniense de ese periodo, como demuestra que cite en sus versos al político Estratocles, exponente de esta corriente y activo entre los años 324 y 301 a. C. como seguidor de Demetrio Poliorcetes.
Para datarlo, es seguro el año 305 a. C., años de la victoria del atleta Antenor, al que él cita como término con el que comparar a otro deportista olímpico, Astianacte, activo en esa época y conocido como periodonikes ("invencible").

## Obras
Matrón fue autor de una parodia homéricas en hexámetros titulada Ἀττικὸν δεῖπνον (Un banquete ático), probablemente inspirada en la Iliada. Se conservan siete fragmentos de corta extensión, 122 versos del poema, todos ellos transmitidos por Ateneo. En su poema Matrón convierte en héroes a los componentes de origen vegetal y animal de la comida. Su parodia comienza así:
Los festines narra, Musa, muchísimos y muy nutritivos, 

con que el orador Jenocles nos regaló en Atenas.

## Ediciones
- H. Lloyd-Jones, P. Parson, Supplementum Hellenisticum, Berlin-New York, de Guyter, 1983, 534-40, pp. 259-68.
- Varios autores: Poesía helenística menor. Madrid: Biblioteca Clásica Gredos (n.º 193), 1994.